# Carl Hauptmann (Verleger)

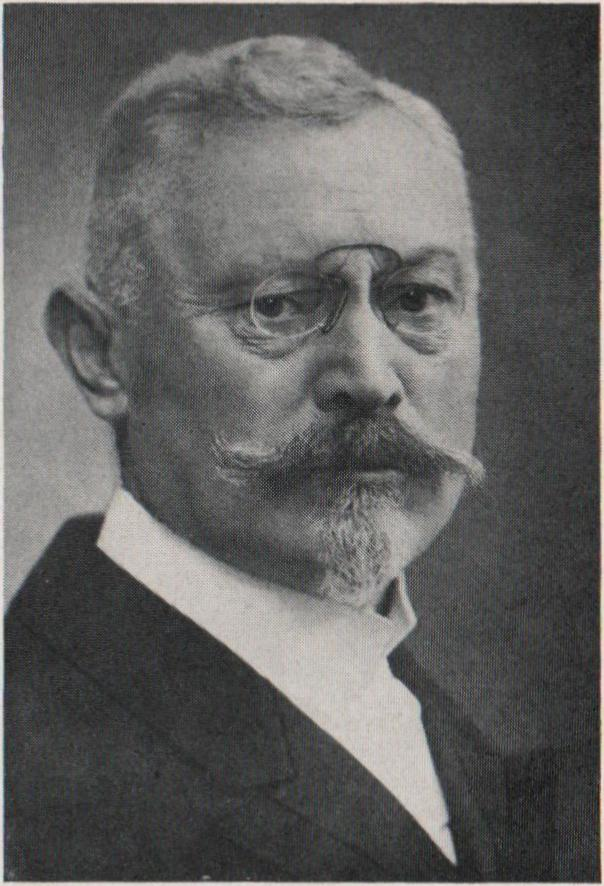
Carl Hauptmann

Carl Hauptmann (* 1. Februar 1853 in Düren; † 11. September 1933 in Bonn) war ein deutscher Verleger und Schriftsteller.

## Leben und Wirken
Hauptmann war ein Sohn des Verlegers und Zentrums-Politikers Peter Hauptmann (1825–1895) und seiner Frau Felicie geborene Rüttgers (auch Felicitas; 1826–1874) sowie ein Bruder des Rechtsprofessors und Heimatforschers Felix Hauptmann. 1888 trat Carl in das Unternehmen seines Vaters (gegründet 1871) ein, das unter anderem die katholische Deutsche Reichszeitung verlegte. 1889 erhielt Hauptmann von Hermann Neusser, dem Verleger der kirchenpolitisch zu letzterer konträren nationalliberal ausgerichteten Bonner Zeitung, die Hälfte der Aktien weniger einer an dem in diesem Jahr neu gegründeten General-Anzeiger angeboten, der als politisch neutrale Lokalzeitung mit Anzeigenteil gedacht war; 1891 zog Hauptmann sich aufgrund von Differenzen über den Zeitungsinhalt aus dem General-Anzeiger zurück und brachte als Gegengründung den „Bonner Stadtanzeiger“ heraus, den er 1894 mit der Bonner Volkszeitung vereinigte und diese wiederum 1906 mit der Deutschen Reichszeitung. Nach dem Tod seines Vaters übernahm Hauptmann den Verlag komplett, wobei die Deutsche Reichszeitung zu diesem Zeitpunkt bereits an überregionaler Bedeutung verloren hatte. 1909 oder 1911 gründete Hauptmann den „Rhenania-Verlag“ (in der Weltwirtschaftskrise untergegangen). Er betätigte sich auch als Portrait- und Landschaftsmaler sowie als Schriftsteller; so veröffentlichte er – unter dem Pseudonym Lucien de Ridder – einige Romane und befasste sich auch mit wissenschaftlichem Anspruch mit historischen Themen, darunter der Arbeit der römischen Geodäten am Rhein. Von 1897 bis 1911 gehörte Hauptmann als Mitglied der Zentrumsfraktion der Bonner Stadtverordneten-Versammlung an. Nach dem Ersten Weltkrieg musste er 1919 den Verlag der Deutschen Reichszeitung aufgrund seiner Übernahme durch die Zentrumspartei abgeben und zog sich um 1921 zugunsten seiner Familienmitglieder aus der Leitung des noch über eine Zeitungs- und Offsetdruckerei verfügenden Unternehmens zurück; 1927/28 wurde der Rhenania-Verlag verkauft. 1933 starb er im Krankenhaus der Barmherzigen Brüder in Bonn.
Familie und Haus

1898/99 ließ sich Hauptmann nach Plänen des Bonner Architekten Max Cronenberg ein Wohnhaus in der Südstadt (Kronprinzenstraße 7) erbauen. Hauptmann hatte zwei Söhne, Carl und Eugen: Carl war ab 1919 Redakteur der in Köln erscheinenden Zeitschrift Rheinische Volksstimme, die sich für die Rheinische Republik einsetzte; Eugen wanderte um 1926 in die USA, zunächst nach New York, aus.

## Ehrungen
- 1917: Bronzene Ehrenmedaille für Verdienste um das Rote Kreuz (verliehen durch Franz Salvator von Österreich-Toskana)[3]

## Schriften
- Göddert van Halveren. Roman aus den Tagen der Agnes von Mansfeld. 1892.[14]
- Lysa von Drachenfels. 1892. [Roman][3]
- Die Tochter der Hexe. 1893. [Roman][3]
- Späte Erkenntniss. 1895. [Roman][3]
- (Pseudonym: K. Obes) Streifzüge am Rhein. Wanderbilder. 4 Bände, Bonn 1896–1912.
- Die Mosel von Coblenz bis Cochem in Wanderbildern. Druck vom Rhenania-Verlag, Bonn 1909–1912.
- Cassius: Geschichtlicher Roman aus der Zeit des Kaisers Diolektian. 1. Band, Rhenania-Verlag, Bonn 1914.
- Die römischen Geodäten am Rhein. 1. Teil Bonn. Rhenania-Verlag, Bonn 1917/18.
- Der Weltfriede: Geschichtlicher Roman aus der Zeit des Kaisers Titus. Rhenania-Verlag, Bonn 1920.
- Die Vermessung der Stadt Bonn und ihrer Umgebung durch den "Stumpfen Turm": Musterbeispiel der Vermessung einer römischen Stadt (=Die römischen Geodäten am Rhein, 2. Teil). Rhenania-Verlag, Bonn 1922.
- Grundsätze der römischen Erdvermessung: Als Hilfswissenschaft der Archäologie (=Die römischen Geodäten am Rhein, Letzter Teil). Rhenania-Verlag, Bonn 1925.